# Коморски дефект септума
Коморски дефект септума или вентрикуларни септални дефект-ВСД (енгл. Ventricular septal defect) је урођена мана срца у којој постоји директна комуникација узмађу леве и десне коморе услед дефекта коморског септума. Септум је преграда која одваја леву комору од десне, односно леву преткомору од десне.
Коморски септум састоји се из два дела: горњег који је мембранозни и доњег који је мишићни. Обично се дефект септума налази у мембранозном делу. Пошто у левој комори влада већи притисак него у десној, онда ће део крви током систоле (контракције срца) прелазити из леве у десну комору односно ради се о лево-десном шанту.
То је најчешћа урођена срчана мана и чини око 25% свих урођених срчаних мана. Може се јавити изоловано или у комбинацији са другим манама нпр. тетралогија Фалот, АВ канал, атрезија пулмоналног ушћа. Величина дефекта варира између 1 милиметра и 2,5 цм.

## Подела
На основу локације ВСД се може поделити на:
- мембранозни тип

То је најчешћи облик. Среће се у око 75% случајева. Коморски дефект септума лежи у близини аортног ушћа у мембранозном делу септума.
- мишићни тип

Јавља се у мање од 10% случајева. Често се јављају мултипни, мали дефекти септума-Рожеова болест.
- инфундибуларни тип (лат.infundibulum-левак)

Такође се јавља у мање од 10% случајева. Дефект лежи у инфундибулуму у близини пулмоналног ушћа.
- АВ канал (погледати преткоморски дефект септума, АВ канал)

Јавља се ређе (мање од 10%) случајева. Комбинација АСД, ВСД , инсуфицијенције митралног ушћа и инсуфицијенције трикуспидног ушћа.

## Узрок
У феталном периоду постоји само једна заједничка комора из које се касније разијају лева и десна комора срца. Са доње стране заједничке коморе формира се мишћни зид који преграђује ову комору на две мање: леву и десну. уколико се зид не формира у потпуности настаје отвор у њему који чини коморски дефект септума.

## Хемодинамика
Пошто у левој комори влада већи притисак него у десној, онда ће део крви током систоле (контракције срца) прелазити из леве у десну комору односно ради се о лево-десном шанту. Усле тога долази до оптерећења десне коморе срца, која временом хипертрофише, а касније се јевља и дилатација што може условити инсуфицијенцију трукуспидног ушћа. Такође и у пулмоналном крвотоку долази до оптерећења волуменом, што временом доводи до повећања притиска у овом крвотоку чиме се десна комора додатно оптерећује.
Услед раста притиска у десној комори (градијент притиска између леве и десне коморе се смањује) временом долази до изједначавања притиска у левој и десној комори. У том тенутку се смањује количина крви која пролази кроз дефект септума (тј у левој и десној комори су притисци приближно исти). Међутим даљим растом притиска у десној комори долази до обрта шанта. Сада крв прелази из десне у леву комору, односно настаје десно-леви шант. Ова реакција сезове Ајзенменгеров синдром. Тада се јевљају и знаци централне цијанозе.

## Клиничка слика
Код малог дефекта септума су пацијенти без тегоба. Код дефекта средње величине јевља се диспнеја у току разних активности. Чешће долази и до инфекција респираторних путева. Велики дефекти доводе до инсуфицијенције левог срца.
аускултацијом се може чути систолни шум у пределу доње ивице стернума. Код великог дефекта септума је шум тиши и други срчани тон појачан због плућне хипертензије.
Од дијагностичких метода значајан је и рендген плућа, ултразвук, ЕКГ и катетеризација срца.
Мањи дефекти могу се спонтано затворити у току прве године живота, већи се морају хируршки затворити. Код Ајзенменгеровог синдрома је операција контраиндикована. Битна је и профилакса против ендокардитиса.